# Virginia Hamilton
Virginia Hamilton, född 12 mars 1934 i Yellow Springs i Ohio, död 19 februari 2002 i Dayton i Ohio, var en amerikansk barnboksförfattare som skrev närmare 40 böcker, däribland succén M. C. Higgins, the Great som 1974 tilldelades National Book Award och året efter Newberymedaljen. 
Virginia Hamilton växte upp i Yellow Springs i Ohio, studerade vid Antioch College samt Ohio State University och gifte sig år 1960 med poeten Arnold Adoff. Paret bodde en tid i Europa innan de återvände till New York. Hamiltons författardebut dröjde till 1967, då hon publicerade Zeely, men därefter var hon mycket produktiv. Många av hennes böcker har mörkhyade huvudkaraktär, vilket gjort henne till ett ledande namn inom den afroamerikanska barnlitteraturen. Virginia Hamilton blev rikligt prisbelönt under sin karriär: hon mottog bland andra Edgar Allan Poe Award, Coretta Scott King Award, the Boston Globe/Horn Book Award, H.C. Andersen-medaljen (1992) och Laura Ingalls Wilder Medal (1995). Hamilton dog av bröstcancer år 2002 men hennes livsverk lever vidare - både genom hennes böcker och genom Virginia Hamilton Conference on Multicultural Literature for Youth som sedan 1984 arrangerats årligen vid Kent State University i Ohio.